# دهدشت
دهدشت مرکز شهرستان کهگیلویه در استان کهگیلویه و بویراحمد است. دهدشت سومین شهر پرجمعیت استان کهگیلویه و بویراحمد است.مردم این منطقه از نژاد لر یا لور هستند بر طبق شاهنامه فردوسی بهرام چوبین این نژاد را از هند و به قصد رامشگری(رقص و آواز) و گله داری به ایران آورد ولی بعد از مدتی چون چیزی برای خوردن نداشتند روی به دزدی و راهزنی آوردند

## جغرافیا

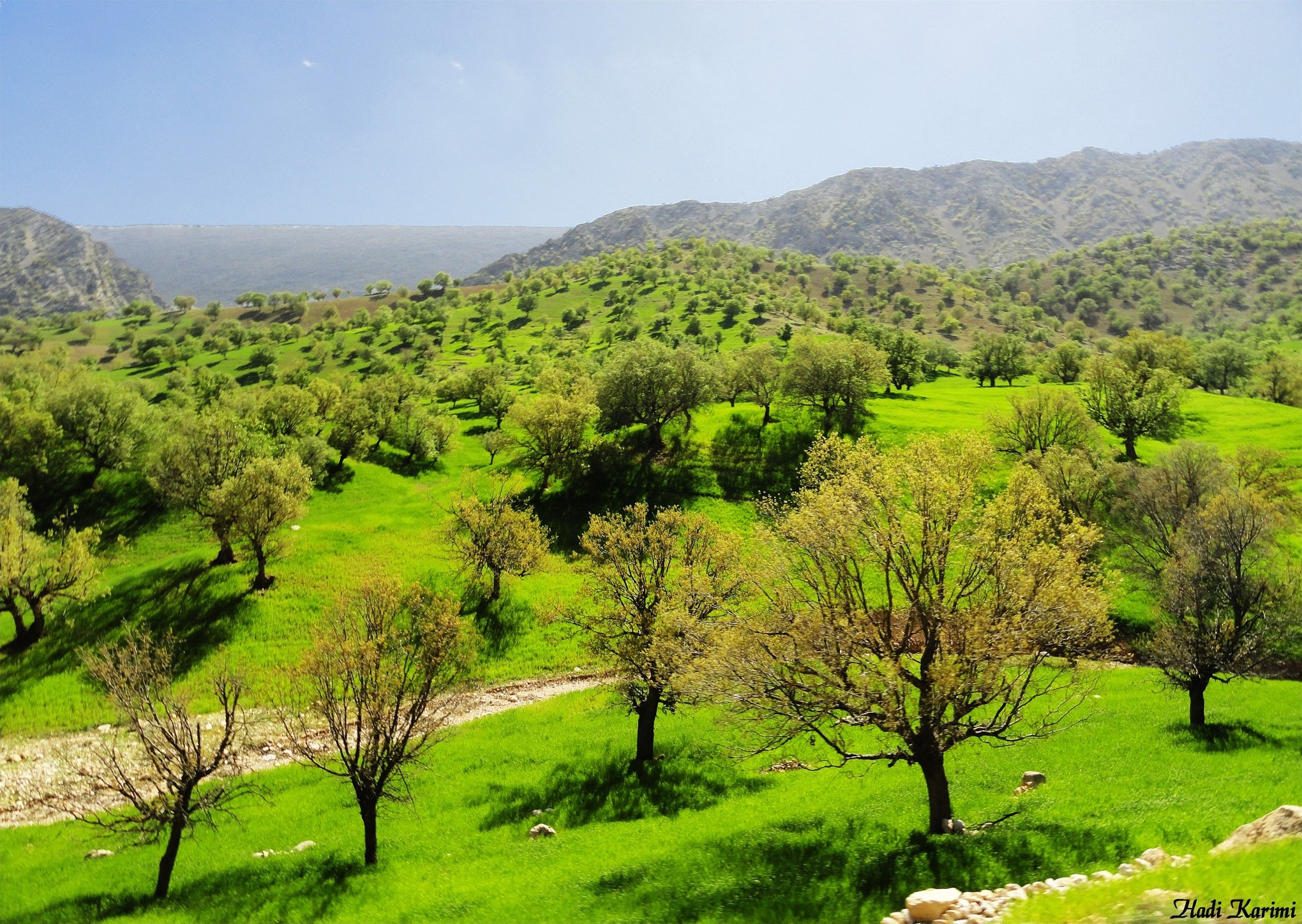
طبیعت دهدشت

شهر دهدشت در محدوده غربی استان کهگیلویه و بویراحمد قرار گرفته است. این شهر از شمال به جادهٔ اصفهان، از شرق به چرام، از غرب و جنوب غربی به سوق و شهر بهبهان و از جنوب به شهر دوگنبدان منتهی می‌شود.
کوه نور (نیر) که دومین کوه مرتفع استان می‌باشد در شمال شرق  و کوه خائیز در جنوب دهدشت قرار دارند. هر دو کوه غنی از گونه‌های گیاهی و جانوری می‌باشند. منطقه حفاظت شده خائیز با مساحتی بیش از ۳۳ هزار هکتار دومین منطقه حفاظت شده استان (بعد از منطقه حفاظت شده دنا) از لحاظ وسعت می‌باشد. گونه‌های شاخص جانوری منطقه خائیز شامل پلنگ، کل بز، کاراکال (از خانواده گربه‌سانان)، گربه وحشی، سنجاب ایرانی، خرس قهوه‌ای، خدنگ کوچک، خزندگان و انواع لاک‌پشت خشکی‌زی هستند.
تنوع پرندگان نیز در این منطقه بسیار زیاد است و کبک، انواع گنجشک سانان، پرندگان شکاری، بالابان و عقاب‌ها از پرندگان منطقه خائیز هستند.
در آتش‌سوزی سال ۹۹، گونه‌های گیاهی و جانوری زیادی از کوه خائیز از بین رفتند.
رود مارون که از کوه های شمال دهدشت سرچشمه می گیرد، نیز به عنوان یکی از خروشان‌ترین رودخانه‌های ایران در فاصله حدود ۲۰ کیلومتری شمال دهدشت جاری می‌باشد.

### روستای تاریخی غروب‌خانه
روستای تاریخی «غروب‌خانه» با قدمت بیش از یک قرن در ادامه بلوار صدا و سیمای دهدشت قرار دارد. اهالی ۲۲ خانواری این روستا از نبود جاده مناسب، گازرسانی و مشکلات مالکیت زمین‌های کشاورزی رنج می‌برند. در زمان‌های گذشته مهمانانی که از استان‌های اصفهان، یزد و دیگر استان‌ها از مسیر تنگ پیزال به شهر تاریخی دهدشت بلاد شاپور عبور می‌کردند هنگام غروب خورشید این روستا را برای سکونت خود انتخاب می‌کردند و این روستا از ان زمان تاکنون، غروب‌خانه نام‌گذاری شد.

## تاریخ
این شهر در دوره ساسانیان توسط پسر اردشیر اول ساخته شده و در آن دوران به نام بلاد شاپور شهرت داشت؛ در دوره‌های پسین نیز رونق داشت اما شروع پی ریزی شهر کنونی دهدشت را پس از دوره مغولان و به عبارتی از اواخر تیموریان و پس از آن جستجو می‌کنند، ولی بافت قدیم دهدشت را که بخش‌هایی از آن بر جای مانده است، منسوب به دوره صفوی می‌دانند. بافت قدیم دهدشت که ۳۵هکتار وسعت دارد در سال ۱۳۶۴در فهرست آثار ملی کشور به ثبت رسیده است.
شهر دهدشت هویت و خاطره تاریخی خود را از مجموعه بلادشاپور (بافت قدیم شهر) می‌گیرد این مجموعه که در گذشته مطمئن‌ترین و نزدیک‌ترین مرکز ارتباط تجاری بین اصفهان (مرکز ایران) و بندرهای جنوبی کشور بوده است در همسو نگری و همگرایی اقوام و شهروندان شهر دهدشت نقش بسزایی داشته و دارد.
علاوه بر این دهدشت محل عبور سپاهیان اسکندر مقدونی در حمله به تخت جمشید بوده است. تنگ‌تکاب در نزدیکی شهر دهدشت که محل درگیری سپاهیان آریوبرزن با اسکندر مقدونی بوده است؛ گذرگاهی بسیار مهمی تلقی می‌شد؛ چرا که مسیر اصلی دو استان باستانی ایران، یعنی فارس و خوزستان بود. مسیر عبور شوش به پارسه از ارجان (بهبهان) به بلادشاپور (دهدشت) و سپس به تخت جمشید بوده؛ به همین خاطر یونانی‌ها به تنگ تکاب می‌گفتند. شاید کمتر مسیر ترددی در ایران بتوان پیدا کرد که به اندازهٔ این تنگه مورد اشارهٔ تاریخ نگاران و باستان‌شناس‌ها قرار گرفته باشد.
دهدشت علیرغم ثبت ملی شدن در سال ۶۴ و مورد بازدید قرار گرفتن توسط یونسکو در سال ۱۴۰۰، پس از دوره صفویه هیچ‌گاه مورد توجه و اقدام جدی جهت بازسازی، مرمت یا حتی نگهداری قرار نگرفت. بلادشاپور که باور برخی پیشینهٔ آن به دورهٔ ساسانیان هم می‌رسد یک هویت تاریخی زنده اما غیر پویا است.

### آثار و اسناد تاریخی برجای مانده از دهدشتی‌ها
- بلادشاپور واقع در دهدشت.
- خانه دهدشتی در اصفهان.
- دهدشتی یکی از اصلی ترین محلات شهر بوشهر.
- عمارت دهدشتی یا عمارت روغنی در بوشهر.
- بنای معین التجار در اهواز.
- خانه معین‌التجار بوشهری در لاله زار تهران.
- خانه دهدشتی‌ها در بهبهان.
- اسناد تاریخی خاندان دهدشتی در موزهٔ زنجان.

## اعتراضات در شهر
در دی‌ماه ۱۳۹۶، شهر دهدشت، هم‌زمان با اعتراضات سراسری در ایران، شاهد تجمعات اعتراضی بود. این اعتراضات که ابتدا با محتوای اساسی مسائل اقتصادی و معیشتی آغاز شد، به‌سرعت به اعتراضات سیاسی علیه حکومت تبدیل گردید. معترضان با سردادن شعارهایی علیه حکومت، نارضایتی خود را از وضعیت اقتصادی و سیاسی کشور ابراز کردند. در پی این اعتراضات، ده‌ها تن از شهروندان دهدشت، توسط نیروهای امنیتی بازداشت شدند. برای ۲۳ نفر از بازداشت‌شدگان، در شعبه ۴ دادیاری دادسرای عمومی و انقلاب دهدشت، پرونده تشکیل شد که از این تعداد، ۱۶ نفر تبرئه و ۷ نفر دیگر توسط شعبه ۱۰۱ دادگاه کیفری شهرستان کهگیلویه، به جزای نقدی به‌جای حبس محکوم شدند.
در جریان اعتراضات سراسری ۱۴۰۱ در ایران که پس از کشته‌شدن مهسا امینی آغاز شد، شهر دهدشت یکی از کانون‌های اصلی ناآرامی‌ها بود. در ۲۵ آبان ۱۴۰۱، نیروهای امنیتی جمهوری اسلامی به سوی معترضان در این شهر تیراندازی کردند که به کشته‌شدن چندین نفر انجام شد. در میان کشته‌شدگان، پدرام آذرنوش، نوجوان ۱۷ ساله، نیز جان خود را از دست داد. گزارش‌ها نشان می‌دهند که او در نزدیکی خانه‌اش با شلیک مستقیم به قلب کشته شد. پس از کشته‌شدن او، خانواده‌اش تحت فشارهای امنیتی قرار گرفتند. بر اساس گزارش‌های منتشرشده، مقامات جمهوری اسلامی آن‌ها را برای عدم پیگیری پرونده قضایی تحت فشار قرار داده و محدودیت‌هایی برای برگزاری مراسم یادبود او اعمال کرده‌اند. مادر پدرام آذرنوش به دلیل تلاش برای دادخواهی مورد تهدید قرار گرفته و برخی اعضای خانواده نیز بازداشت یا احضار شده‌اند.
در بهمن ۱۴۰۳، اعتراضاتی در شهر علیه حکومت اسلامی شکل گرفت که عمدتاً بر بحران اقتصادی و بحران انرژی ناشی از سیاست‌های حکومت متمرکز بود. در جریان اعتراضات، معترضان شعارهایی علیه حکومت سر دادند («مرگ‌ بر‌ خامنه‌ای‌»، «مرگ‌ بر‌ دیکتاتور‌»، «مرگ‌ بر‌ جمهوری‌‌ اسلامی‌ سر می‌دادند.در», «امسال سال خون است، سید علی سرنگون است»)، در نقاط مختلف شهر آتش روشن کردند و در ویدئوهای منتشرشده، صدای تیراندازی به گوش می‌رسید. نیروهای حکومتی با سرکوب شدید به مقابله با معترضان پرداختند, همچنین، نیروهای امنیتی چندین معترض را بازداشت کردند، بدون اینکه اطلاعاتی درباره سرنوشت آن‌ها منتشر شود.

## مشاهیر
- میرنجات اصفهانی فرزند میرمحمد مومن مستوفی دهدشتی؛ از شاعران دورهٔ صفویه
- محمد بوشهری معین‌التجار با نام اصلی حاج محمد دهدشتی شاهرخ. نماینده صنف تجار در دورهٔ یکم، نمایندهٔ مردم بوشهر در دورهٔ سوم مجلس شورای ملی، مدیر کمپانی ناصری (صاحب امتیاز کشتیرانی کارون)، هموند حزب اعتدالیون، رئیس شورای عالی تجارت و نویسنده کتاب خلیج فارس.
- سید ضیاء الدین طباطبایی پدر وی یزدی و مادر وی از خاندان دهدشتی می‌باشد.[۲۱]
- مهدی بوشهری همسر اشرف پهلوی، نوهٔ معین التجار دهدشتی.
- ملا محمد باقر دهدشتی نجفی از علمای دورهٔ قاجار و مؤلف کتاب اَلدَّمْعَةُ السّاکِبَة فی أحْوالِ النَّبیّ و العِتْرَة الطّاهِرَة و صاحب باغ صاحبیه در نجف اشرف[۲۲]
- میرزا غلامرضا کوه گیلویه ای متخلص به " قانع " معروف به «میرزا قانعا» از شاعران و خوشنویسان دورهٔ صفویه.
- قدسی دهدشتی از شاعران دورهٔ قاجار
- آخوند ملا زکی بن ملا عبدالصمد دهدشتی شاعر.
- مولانا علیخان دهدشتی شاعر.
- میرزا ابراهیم ملتجی شیخ هابیلی نویی از شاعران بنام دورهٔ مشروطیت.
- حسین پناهی بازیگر، کارگردان، شاعر و نویسنده از روستای دژکوه از توابع شهر سوق.
- فریدون داوری ادیب و پژوهشگر.
- سید هادی محقق کارگردان و فیلم نامه نویس.
- عبدالرسول زرین؛ تک تیرانداز[۲۳]
- اسماعیل دژه؛ فوتبالیست (کاپیتان تیم ملی فوتبال ناشنوایان ایران)[۲۴]
- شبنم بهشت؛ فوتبالیست
- قائم اسلامی خواه؛ فوتبالیست
- رضا جبیره؛ فوتبالیست
- سید مصطفی صالحی‌زاده؛ کشتی‌گیر[۲۵]
- سارا آدریا؛ کاراته کار[۲۶]
- طاهره آذرپیوند؛ جودو کار[۲۷]
- احسان گنجی؛ کارتونیست
- اسماعیل آذری‌نژاد؛ روحانی

## مردم‌شناسی
بر پایه سرشماری عمومی نفوس و مسکن در سال ۱۳۹۵ جمعیت این شهر ۵۷٬۰۳۶ نفر (۱۴٬۰۰۹ خانوار) بوده است.
مردم دهدشت از قوم لر هستند و به زبان لری جنوبی صحبت می‌کنند.
مردمان دهدشت قدیم اکثراً تاجر و پیشه‌ور بوده‌اند و گستردگی بسیار زیادی دارند؛ به گونه ای که در اکثر نقاط ایران، هند، کشورهای حاشیهٔ خلیج فارس و حتی در کشورهای اروپایی و آمریکا نیز جمعیت قابل توجهی دارند. داشتن نام خانوادگی دهدشتی مشخصهٔ مهاجران دهدشتی می‌باشد. این مهاجرت‌ها به دنبال تجارت و همچین فرار از حملات و غارت‌های ایلات همسایه رخ داده است.

## گردشگری

### غار نزل
غار نزل در شهرستان چرام واقع در استان کهگیلویه و بویراحمد که در ۴۵ کیلومتری جاده دهدشت یاسوج در پشت کوه نور در منطقه سردسیری جوی خانه که محل ییلاق عشایر ایل نوئی از ایلات بزرگ و تاریخی استان کهگیلویه است واقع شده است. در سال‌های گذشته تعدادی از غارنوردان ادعا داشته‌اند که توانسته‌اند به قسمت‌هایی از این غار ناشناخته ورود کنند و پس از ۱۶ ساعت تلاش در نهایت تا عمق حدود ۲۱۰ متری پیشروی داشتند.
غار نزل شامل دو حلقه چاه طبیعی است که محل جمع شدن سیلاب‌های عظیم زمستانی و آب ناشی از ذوب برفهای این منطقه است. چاه شمالی نزل دارای دهنه‌ای به قطر ۵ متر و عمق بیش از ۶۰ متر است که توسط آب راه‌های کوچکی به چاه جنوبی که در فاصله‌ای حدود ۳۰متری آن قرار دارد متصل می‌شود. چاه جنوبی که دارای چند دهنه به قطرهای ۱۰٬۱۵و۵ متر است که عمیق‌ترین طول آن حدود ۷۰متر می‌شود. کهگیلویه و بویراحمد به لحاظ قرار گرفتن در زاگرس مرکزی و دارا بودن کوهستان‌های مرتفع و بهم پیوسته دارای شگفتی‌های طبیعی و زمین‌شناختی متنوعی است. کوه‌های مرتفعی مانند دنا، نرماب، نیر، ساورز، خامی، سفید و سیاه هر یک در بخشی از استان کهگیلویه و بویراحمد و به موازات هم علاوه بر دارا بودن پوشش‌های گیاهی متنوع در دل خود شگفتی‌های زمین‌شناسی منحصر بفردی نیز دارند که هر از گاهی بخشی از آن‌ها کشف می‌شود. با کاوش‌های زمین‌شناسی توسط زمین‌شناسان و غارنوردان غارهای عظیم و زیبایی در کهگیلویه و بویراحمد کشف و شناسایی شده است.

### کاروانسرای دهدشت
کاروانسرای بافت تاریخی دهدشت در ضلع غربی بافت تاریخی دهدشت و در کنار مجموعه حمام کاروانسرا، امامزاده ابراهیم و امامزاده جابر واقع شده است. بنای فوق از جمله آثار شهر دوره اسلامی صفوی است که با دو ورودی در شمال و جنوب ساخته شده است. بنا شامل حیاط و حجره‌های چهار طرف آن است. تعداد این حجره‌ها ۳۸ عدد و بعضی از آن‌ها به همدیگر راه دارند. بنا با سنگ و گچ که از معادن اطراف شهر تأمین می‌شده، ساخته شده است. کف حیاط با سنگ‌های لاشه‌ای بزرگ سنگ‌فرش شده و سطح حیاط اندکی پایین‌تر از کف حجرات است. در حیاط چاه آبی برای تأمین آب موردنیاز کاروانیان به چشم می‌خورد. حجره‌ها با طاق‌های جناغی پوشش داده شده و همگی یک ایوان کوچک در جلوی خود دارند. در داخل ایوان‌ها طاقچه‌هایی برای گذاشتن اشیا و نیز دودکش تعبیه شده است. یک راه‌پله مارپیچ در ضلع شمالی ارتباط حیاط با پشت‌بام را تسهیل می‌کرده است. این کاروانسرا که به‌طور کامل تخریب شده بود که در سال ۱۳۶۹ با آزادسازی منطقه دهدشت، در قسمت پی بنا در عمق دو متری مورد شناسایی قرار گرفت و عملیات خاکبرداری و آواربرداری از آن آغاز شد. در عملیات خاکبرداری تمام قسمت‌های بنا مشخص شد. بعد در سال‌های ۷۹ و ۷۸ اقدامات مرمتی شامل سنگ‌فرش حیاط، آجرکاری پوشش بام، تعمیر حجرات جلوی کاروانسرا انجام شده است. البته هم‌اکنون نیز این بنای تاریخی در حال مرمت است. این کاروانسرا ۱۶۰۰ متر مربع مساحت دارد. کاروانسرای بافت تاریخی دهدشت که در مالکیت سازمان میراث فرهنگی است، در سال ۱۳۷۹ با شماره ۳۵۵۱ در فهرست آثار تاریخی به ثبت ملی رسیده است.

### تنگ پیرزال
تنگ پیرزال در حدود ۱۵ کیلومتری شمال شرق شهر دهدشت در مسیر اصلی جاده دهدشت به یاسوج و مابین دو شهر دهدشت و سرفاریاب قرار دارد. این تنگ در دل کوهی به نام کوه سیاه و صخره‌های بلند آن واقع شده است. طول این تنگ حدوداً ۴٫۵ کیلومتر می‌باشد. تنگ پیرزال یکی از مناظر طبیعی زمین شناختی کم‌نظیر در جنوب و حتی ایران است. چندین چشمه بزرگ و کوچک و رودخانه ای در این تنگ جاری که همگی فصلی می‌باشند. به همین دلیل بهترین زمان برای بازدید از این مکان از اوایل آبان تا اواخر فروردین می‌باشد. همچنین خط لوله اول سراسری گاز ایران که پس از گذر از پالایشگاه بیدبلند بهبهان تا کشور آذربایجان امتداد می‌یابد، از این تنگه عبور می‌کند.

### آبشار آبریز
آبشار آبریز دشمن زیاری یکی از زیباترین آبشارهای فصلی ایران در فاصله حدود ۴۵ کیلومتری شهر دهدشت در کنار بزرگراه تازه تاسیس پاتاوه - دهدشت می باشد. سرچشمه این آبشار از کوه نیر می باشد. بهترین زمان برای بازدید از این مکان در سال های پربارش از ماه اسفند تا ماه خرداد و در سال های کم بارش از اوایل نوروز تا ماه خرداد می باشد.

### آبشار کمردوغ
آبشار کمردوغ با بیش از ۱۰۰ متر ارتفاع یکی از بلندترین آبشارهای ایران در فاصله حدود ۷۰ کیلومتری شهر دهدشت می باشد.

### آبشار طوف خیمه
آبشار فصلی طوف خیمه سوق با بیش از ۵۰ متر ارتفاع در فاصله حدود ۳۰ کیلومتری شهر دهدشت و نزدیک به آرامگاه هنرمند مشهور حسین پناهی قرار دارد.

### چشمه کورل شیخان دشمن زیاری
چشمه ای جوشان در مسیر دهدشت به چاروسا بعد از روستای قلعه دختر 

### مکان‌های دیگر
- چشمه کورسا: چشمه ای در حدود ۱۴ کیلومتری شرق دهدشت که از دل کوه نیر (نور) می‌جوشد.[۴۱]
- دشت مازه: پارک جنگلی بزرگ دشت مازه در ۳ کیلومتری شمال دهدشت که دارای درخت‌های گرمسیری و در هر فصل میزبان گردشگران است.[۴۲]
- لگین راک: منطقه گردشگری لگین راک در حدود ۱۸ کیلومتری شهر دهدشت واقع شده است.[۴۳]
- دریاچه سد مارون: در فاصله ای نزدیک از جنوب غرب دهدشت
- دریاچه سد کوثر: در فاصله ای نزدیک از جنوب شرق دهدشت

## ورزش
باشگاه هندبال فراز بام خائیز نماینده شهر دهدشت در لیگ برتر هندبال ایران می‌باشد.
باشگاه فوتبال اتحاد کهگیلویه نماینده کهگیلویه در لیگ دسته سوم فوتبال کشور است.

## صنایع
- کارخانه آجر و سفال دهدشت (بزرگ‌ترین کارخانه آجر و سفال ایران)[۴۵][۴۶]
- پتروشیمی دهدشت